# Ke-wu
Ke-wu (čínsky pchin-jinem géwù, znaky 格物), zkoumání věcí či proniknutí k podstatě věcí je pojem neokonfuciánské filozofie.
Termín se objevuje ve Velkém učení v souvislosti s postupem učení a sebezdokonalování Ve standardním pořadí osmi stupňů učení zavedeném Ču Sim je prvním z nich, následovaným č’-č’, rozšířením poznání, a s ním často spojovaným do sousloví „zkoumání věcí a rozšíření poznání“, ke-wu č’-č’. „Zkoumáním věcí“ Ču Si a další neokonfuciánští filozofové jeho školy (škola principu) mínili rozsáhlé studium, zahrnující co nejvíce věcí a oblastí. Stoupenci školy srdce/mysli (Wang Jang-ming a další) nepovažovali tak široce založené studium za nutné a místo něho kladli důraz na pochopení principu společného všem věcem zkoumáním a zpytováním vlastní mysli/srdce. Wang Jang-ming tak posunul význam termínu ze „zkoumání věcí“ na  „učinění úmyslů správnými“, „napravení věci v mysli“. Přitom za první a výchozí stupeň učení považoval „opravdovost úmyslu“ (čcheng-i, v Ču Siho pořadí až třetí).